# Neotomodon alstoni
El ratón mexicano de los volcanes (Neotomodon alstoni) es un mamífero roedor de la familia de los múridos que habita exclusivamente en las montañas del centro de México. Es la única especie del género Neotomodon.
Estos roedores alcanzan una longitud corporal de 10 a 13 cm de la cabeza al torso, y la cola mide en promedio entre 8 y 11 cm. Su peso es entre 40 y 60 g. Tienen pelaje denso y suave, de color gris oscuro en las partes dorsales, con matices amarillentos en los flancos, y blanco el vientre. Los individuos juveniles son de color gris uniforme. Las orejas son relativamente grandes y prácticamente sin pelo.
Habita a altitudes entre 2.400 y 4.960 m s. n. m., en el Eje Neovolcánico del centro del país, desde el estado de Michoacán hasta Veracruz. No se considera una especie amenazada, pues existen poblaciones saludables en parques nacionales protegidos, como el Pico de Orizaba, La Malinche, el Izta-Popo, el Ajusco y el Nevado de Toluca. También puede reproducirse bien en cautiverio. Se reproduce todo el año, aunque la cantidad de partos es mayor de abril a septiembre. Las hembras tienen un promedio de camada de 3,1 crías.
Es de hábitos nocturnos y se halla asociado a pastos, entre cuyas raíces construye sus madrigueras. Puede habitar en pastizales de montaña (zacatonales), pero también en bosques de coníferas y mixtos.